# Bartolomea Mattugliani
Bartolomea Mattugliani, nota anche come Bea Mattugliani o Bartolomea Mattuiani (Bologna, 1385 – dopo 1406), è stata una poetessa italiana.
Fu autrice di un componimento poetico, l'Epistola in terza rima, rinvenuto nel Codice Isoldiano e riportato in successivi studi letterari.
Negli Annali della città di Bologna e in successive gallerie di donne celebri, viene ricordata soprattutto come esempio di castità, morigeratezza e fedeltà maritale, per aver rifiutato le profferte d'amore del giovane capitano di ventura Carlo Cavalcabò, non volendo rendersi responsabile di un'azione moralmente scorretta.

## Biografia
Bartolomea Mattugliani nacque a Bologna nella seconda metà del Trecento, forse discendente della stessa casata di Giovanni I Bentivoglio.
Sposò il nobiluomo Michele Mattugliani che ricoprì incarichi di governo: fece parte del Consiglio degli Anziani e del Consiglio dei Quattrocento. La famiglia risiedeva in quella parte della città in cui si trova l'omonima via.
Dotata di una grande cultura e di avvenente aspetto, Bartolomea prese parte alla vita della corte di Giovanni I Bentivoglio, signore di Bologna, partecipando alle feste e agli eventi mondani, insieme alla cognata Braida, moglie di Filippo Mattugliani e alle sue due figlie Diletta e Mina.

Stemma dei Cavalcabò

Bartolomea amava particolarmente Petrarca e Dante e ne promosse gli studi tra i contemporanei. Grazie al comune interesse per le lettere, coltivò un rapporto di stima e di amicizia con la moglie del signore di Bologna, Elisabetta di Cino Sampieri, e con sua figlia Giovanna.
L'amore per la poesia consentì anche il suo incontro con Carlo Cavalcabò, nipote di Ugolino, signore di Cremona. Di passaggio a Bologna per conto dello zio, Carlo partecipando ad uno degli appuntamenti organizzati dai Bentivoglio dedicati alle declamazioni poetiche, udì Bartolomea recitare e se ne innamorò. Dopo averla corteggiata per diversi mesi, nel 1405, divenuto signore di Cremona, inviò alla giovane un poema in terza rima che ne esaltava la virtù e la bellezza, offrendole il suo amore e chiedendole di esserne corrisposto.
In risposta Bartolomea gli inviò un componimento poetico nel quale, dopo aver elogiato i pregi del cavaliere, ed essersi scusata per non possedere pari doti poetiche, presentò una galleria femminile tratta dalla mitologia e dai classici per sostenere la sua intenzione di mantenersi casta, non potendo rendersi responsabile di un'azione moralmente scorretta.
Raccomandando a Dio il suo interlocutore, concluse nella parte finale dell'epistola: «Tua son, ma l'honestà mia conservando».

### Ricezione dell'opera e sua datazione
A riprova della fama di cui godette la scrittrice, lo storico e biografo Giovanni Fantuzzi (1718-1799) riferisce che entrambe le lettere vennero riportate "dall'Arisi nella sua Cremona letterata, dal Crescimbeni Comentarj della poesia" e citate anche dal "Quadrio nella Storia, e ragione d'ogni poesia" e da "Bergalli nella Raccolta delle rimatrici".
Venne inoltre pubblicata da Vincenzo Lancetti, Carlo Pancaldi e Ginevra Canonici Fachini.
Per quanto riguarda la sua datazione, la maggioranza degli studiosi concorda nel collocarla intorno al 1405-1406; Lodovico Frati, al contrario, nella prefazione a Rimatori bolognesi del Quattrocento (1908), precisa di non aver riportato i versi di "Bartolomea Mattujani, o Mattugliani" (le cui brevi notizie biografiche sono tratte dagli Studi di letteratura storica di Adolfo Borgognoni), ritenendo che essi appartenessero "più al sec. XIV che al XV".
Il riferimento contenuto nel poema di Bartolomea, tuttavia, non sembra lasciare spazio a dubbi, in quanto la scrittrice elogia "Carlo Cavalcabue vero marchese di Viadana, in cui gran fama luce [...] di Cremona dignissimo Signore": un titolo che Carlo, usurpando quello dello zio Ugolino, arrestato dai Visconti nel dicembre 1404, detenne per circa un anno, dal 1405 al 1406, prima di essere ucciso il 24 luglio 1406 per mano di Cabrino Fondulo, in precedenza suo alleato e dopo la sua morte autonominatosi Signore di Cremona.

### Interpretazioni
Sul significato attribuito all'opera come esempio di castità e di virtù maritale, e sulla stessa identità degli autori, sono stati sollevati dei dubbi: alcuni studiosi si sono interrogati sull'effettiva rinuncia all'amore di Carlo da parte di Bartolomea, dandosi risposte diverse; Daniele Cerrato nel suo studio sulla poetessa bolognese ha messo in guardia dal pericolo di interpretare la fedeltà della persona reale di Bartolemea attraverso un testo letterario, che egli, peraltro, ritiene possa rappresentare solo una parte della corrispondenza che i due si sono scambiati; Bruno Basile ha sostenuto che Carlo Cavalcabò non sia il reale autore della lettera inviata a Bartolomea, e che essa sia stata scritta da un anonimo e associata a quella di Mattugliani per facilitarne la contestualizzazione.

### Stile
Le sublimi virtù di questa adoro

E nelle tele mie, non come Aragne

Le figuro sovente, e le coloro. [...]

Questi son miei diletti, e le mie Muse

E n' lor mi specchio, e godo al paragone,

Dove le infami donne vien confuse.

L' Amazone Orithia mi si propone

E Nicostrata poi detta Carmente

Che nel lazio le lettere dispone

L'Alta Pantesilea sempre è presente

A gli occhi miei, e l' cuor pensando brilla

L'opre fatte da lei gloriosamente.

De Volsci ancor la Regina Camilla

Veggio, che per Italia tanto fé

Che di sua fama il lume ancor sfavilla»
(Bartolomea Mattugliani, [1406?], in Arisi, pp. 213-219)
Nel suo componimento Bartolomea dimostra di conoscere bene i classici greci e latini, di possedere una cultura e una formazione letteraria, di cui l'abile utilizzo della terza rima, il modello dantesco, rappresenta un esempio.
Nello scusarsi con il suo interlocutore di non possedere doti poetiche pari alle sue, si serve di un artificio retorico, quello della captatio benevolentiae, molto presente nei testi dell'antichità, in Dante, Petrarca, Boccaccio, così come nei testi di altre scrittrici medievali. Il topos della modestia è arricchito da riferimenti alla mitologia e alla tradizione classica, e dall'allestimento di una galleria di personaggi femminili, una "genealogia" basata sul sesso, di cui Christine de Pizan si farà promotrice in quegli stessi anni, e di cui, in parte, Boccaccio si era già servito: un segno della conoscenza, da parte dell'autrice, del De mulieribus claris.